# My Boyfriend in Orange
My Boyfriend in Orange (jap. モエカレはオレンジ色, Moekare wa Orenji-iro) ist eine Mangaserie von Non Tamashima. Sie erscheint seit 2016 in Japan und ist in die Genres Shōjo und Romantik einzuordnen.

## Inhalt
Nach dem Tod ihres Vaters zieht ihre Mutter mit Moe Sasaki in eine neue Nachbarschaft. Doch an der neuen Schule in Akaboshi fällt es Moe schwer, Freunde zu finden. So bekommt sie auch nicht mit, dass ein Feueralarm geprobt wird, und wird vom jungen Feuerwehrmann Kyosuke Ebihara überrascht und vom Dach gerettet. Als die Lehrerin mit Moe schimpft, verteidigt Ebihara sie auch. In der Zeit danach treffen sich die beiden häufiger, denn Ebihara wohnt in der gleichen Gegend und ist oft zu Einsätzen unterwegs. Der Kontakt mit ihm hilft Moe, mehr aus sich herauszugehen und auch endlich Freunde in der Schule zu finden.
Ebihara wird vor allem durch eine Serie von Brandstiftungen beschäftigt. Zufällig erwischt Moe den Brandstifter, der sie jedoch im brennenden Schuppen einschließt. Erneut ist es Ebihara, der sie rettet, nachdem Moes Bruder Ryu die Feuerwehr gerufen hat. Nun ist er es, der mit ihr schimpft, weil sie sich in Gefahr gebracht hat, doch mit ihrer Hilfe kann der Brandstifter endlich gefasst werden. Und auch wenn Moe sich mittlerweile in den Feuerwehrmann verliebt hat, traut sie sich nicht, sich ihm weiter zu öffnen. Ihre Schulfreundin Sayumi spricht Ebihara darauf an, doch der sieht in ihr nur eine Schülerin.

## Veröffentlichung
Die Serie erscheint seit Mai 2016 im Magazin Dessert bei Kodansha. Da die Mangaka Mutter wurde, pausierte seit Juli 2020 die Veröffentlichung im Magazin und wurde im Dezember in zunächst zweimonatlichem Rhythmus wiederaufgenommen. Sie ist seit 2019 mit einem Feuerwehrmann verheiratet. Der Verlag brachte die Kapitel auch gesammelt in bisher 10 Bänden heraus. Diese verkauften sich teilweise über 20.000 Mal in den ersten Wochen nach Veröffentlichung.
Eine deutsche Fassung des Mangas erscheint seit August 2020 bei Tokyopop. Der amerikanische Ableger von Kodansha bringt die Serie auf Englisch heraus.